# Kim Min-jee
Kim Min-jee (7 januari 1986) is een Zuid-Koreaans voormalig shorttrackster.

## Carrière
Kim werd in 2002 wereldkampioene junioren. Op het wereldkampioenschap 2003 in Warschau won ze zilver op 1500 meter en goud op de 3000 meter superfinale wat leidde tot een bronzen medaille overall. Op het wereldkampioenschap 2004 in Göteborg won ze met de Zuid-Koreaanse dames de wereldtitel op de aflossing.
In 2004, op 18-jarige leeftijd, stopte Kim Min-jee reeds met de actieve topsport.